# Monterey Pop Festival
El Monterey International Pop Music Festival (en español: Festival Internacional de Música Pop de Monterrey) se llevó a cabo del 16 al 18 de junio de 1967 en Monterrey (California). Más de 50 000 personas asistieron, y es a menudo considerado como el precursor del Festival de Woodstock de 1969. 

## El festival
Fue celebrado en el Monterey County Fairgrounds en Monterrey (California). El festival fue planeado por John Phillips de The Mamas & the Papas, el productor Alan Pariser y el publicista Derek Taylor. El festival incluyó, en su lista de artistas, a los miembros de The Beatles y The Beach Boys. 
San Francisco fue el epicentro de la llamada «contracultura». Los jóvenes viajaban allí a vivir un estilo de vida alternativo destinado a aumentar la libertad personal, viviendo en armonía colectiva. Esta transformación de los ideales y la vida se exploró a través de la psicodelia, la luz, el arte, la música y drogas como la marihuana y el LSD. El LSD, distribuido por el técnico de sonido de Grateful Dead, fue muy abundante en el evento, bajo el nombre de «Purple Monterey». El Festival del Pop de Monterrey se incorporó al estilo de vida de San Francisco y la contracultura y es considerado por lo general como uno de los inicios del «Verano del Amor» de 1967. 
Los artistas tocaron gratis y los ingresos fueron donados a la caridad, con la excepción de Ravi Shankar, a quien se le pagó 3000 dólares por su larga estadía. Unas 50 000 personas asistieron al festival. Reservar un lugar costaba 6,50 dólares por cada noche mientras que la entrada al campo adyacente tenía un costo de 1 dólar. El festival se considera en general (junto con el álbum Sgt. Pepper's Lonely Hearts Club Band, dos semanas antes de su lanzamiento) como la cumbre del «Verano del Amor». 
El festival se convirtió en legendario por ser una de las primeras grandes apariciones de Jimi Hendrix (contratado por la insistencia de Paul McCartney) y de The Who. También fue la primera gran actuación pública de Janis Joplin, quien apareció como miembro de Big Brother and The Holding Company, y de Otis Redding, con el respaldo de Booker T. & The MG's. Redding moriría sólo unos meses más tarde. 
Hendrix, inspirado por Pete Townshend, rompió su guitarra y terminó su presentación en Monterrey rendido de rodillas frente a ella, vertiendo líquido de encendedor y prendiéndole fuego.
Muchos ejecutivos de compañías discográficas estuvieron presentes (mediante el pago de 150 dólares por cada uno de sus asientos en una zona especial justo debajo del escenario), y varios de los artistas consiguieron contratos de grabación a partir de su actuación en el festival. Columbia Records contrató a Big Brother y The Holding Company, mientras que Jerry Wexler aprovechó el festival para promover la carrera de Otis Redding.
Eric Burdon y The Animals cantaron una canción sobre el festival titulada «Monterey», que incluía un párrafo de una canción de The Byrds, «Renaissance Fair», «I Think thay maybe I'm dreamin»  («Creo que tal vez estoy soñando»). En la canción, Burdon menciona a los siguientes artistas que actuaron en Monterrey: The Byrds, Jefferson Airplane, Ravi Shankar, Jimi Hendrix, The Who, Hugh Masekela, Grateful Dead y The Rolling Stones, así como al miembro de estos últimos, Brian Jones («His Majesty Prince Jones smiled as he moved among the crowd», «Su Majestad el Príncipe Jones sonreía mientras se movía entre la multitud»). Jones no realizó ninguna actuación. Los instrumentos utilizados en la canción imitaban los estilos de los músicos mencionados.
Actuaron otros artistas, entre ellos el cantante de blues Lou Rawls, la cantautora Laura Nyro y el trompetista de jazz sudafricano Hugh Masekela. Muchos grupos de rock actuaron por primera vez, entre ellos The Association, Buffalo Springfield, Country Joe and the Fish, Moby Grape y Quicksilver Messenger Service. Las bandas de Blues-rock estaban bien representadas, entre ellas Canned Heat, The Paul Butterfield Blues Band, The Steve Miller Band y The Blues Project. El grupo The Mamas & the Papas tocó en el acto de clausura del festival, además de presentar las actuaciones de varios artistas. Su miembro John Phillips fue quien ayudó a organizar el evento.

### Grandes ausencias
Varios artistas se destacaron por su ausencia. En el caso del grupo The Beach Boys, se dieron distintas razones para explicar por qué no estuvieron: no podían competir en grandes actos, había una fisura entre Brian Wilson y el resto de la banda por su fracaso a la hora de completar Smile, el álbum posterior a Pet Sounds. Al músico Donovan le fue negado un visado para entrar en los Estados Unidos debido a una redada antidroga en 1966. Captain Beefheart y The Magic Band también fueron invitados a presentarse pero, según las notas de la reedición en CD de su álbum «Safe As Milk», la banda al parecer rehusó la oferta debido a la insistencia del guitarrista Ry Cooder, quien consideró que el grupo no estaba preparado. Aunque los Rolling Stones no tocaron, su fundador y guitarrista Brian Jones apareció en el escenario para presentar a Hendrix. Jones era conocido como «rey de la fiesta». Según Eric Clapton, la banda Cream no se presentó debido a que el mánager de la banda quería algo más impactante para su debut en Estados Unidos. Dionne Warwick y The Impressions fueron anunciados en algunos de los primeros carteles promocionales del evento, pero Warwick se retiró debido a un problema de alojamiento del fin de semana: había reservado alojamiento en el Hotel Fairmont y pensó que, si se cancelaba esa actuación, afectaría de manera negativa a su carrera. The Kinks fueron invitados, pero no pudieron obtener un visado de trabajo para entrar en los EE. UU. debido a una disputa con la Federación Americana de Músicos.

## Grandes intérpretes

### Janis Joplin
Monterey Pop fue también una de las primeras grandes actuaciones públicas de Janis Joplin y su grupo Big Brother and The Holding Company. Hizo una provocativa versión de la canción Ball 'n' Chain. «Me convertí en un partidario del feminismo viendo a Janis Joplin en el Festival de Monterrey», dice John McCleary, autor de El Diccionario Hippie. «Mucha gente tiene experiencias similares mirando modelos de mujeres con ese tipo de poder, sin miedo de expresarse sexualmente al mismo tiempo que exigen sus derechos».

### Ravi Shankar
Ravi Shankar fue otro artista que se presentó en Estados Unidos en el festival de Monterrey. Su actuación «Dhun (Dadra and Fast Teental)», de cuatro horas en el Festival, quedó marcada en las mentes de una nueva generación de fanes de la música.

### The Who
Un problema a resolver para los organizadores era la disputa entre Hendrix y The Who, para ver quién tocaba primero. Ninguno quería salir después del otro, por miedo a quedar opacado. Moneda de por medio, Hendrix perdió y salió después de The Who, lo que, como se sabe, no opacó en nada su actuación. Pero sin lugar a dudas la presentación de los ingleses fue inolvidable. The Who tocó como nunca y dejó atónitos a todos los presentes, acostumbrados a la no agresividad. The Who cerró su presentación con su himno «My Generation».

### Jimi Hendrix
El festival de Monterrey se convirtió en leyenda también porque fue una de las primeras grandes apariciones de Jimi Hendrix en Estados Unidos. Aunque apenas era conocido en Estados Unidos, pese a haber tocado en varios grupos en los años 60, en apenas treinta minutos puso al público en pie. Hendrix utilizó todas sus armas para ello, tocando acordes con los dientes, con la guitarra sobre su espalda, y al final de la actuación ofreció su guitarra en ritual, la prendió fuego en pleno escenario, la rompió y arrojó sus restos a la multitud. Era la primera vez que en Estados Unidos se veía un espectáculo así. Fue uno de esos momentos que cambiarían el mundo del rock para siempre.

### Otis Redding
En Monterrey fue la primera vez en la que el cantante de soul Otis Redding se presentó ante una audiencia predominantemente blanca en su país natal. Su electrizante actuación fue destacada en la película y desde entonces se ha convertido en legendaria. La actuación de Redding incluyó la versión de Respect (que se convirtió en éxito internacional cuando fue interpretado por Aretha Franklin). A pesar de que el festival hizo que se fijara la atención sobre Otis, sería una de sus últimas grandes actuaciones. Murió seis meses más tarde en un accidente de aviación, a los 26 años. Sin embargo, Redding se convirtió en el primer artista que anotó un número uno póstumo con su hit (Sittin' On) The dock of the bay.

## Influencia
El de Monterrey fue el primer festival de Rock multitudinario promovido de forma masiva a escala mundial, pues el primer festival de rock fue la Feria Fantasy & Magic Mountain Music Festival en la cumbre del monte Tamalpais, en el condado de Marin, el 2 y 3 de junio) y se convirtió en el modelo para los futuros festivales; aunque a diferencia del de Woodstock, fue un acontecimiento sin ánimo de lucro, y el de Monterrey, con sus diversas filmaciones y grabaciones sonoras, sigue obteniendo ingresos para la fundación sin fines de lucro «Festival de Monterrey». 
El festival fue objeto de una aclamada película documental titulada Monterey Pop, de D. A. Pennebaker. Se ha publicado el DVD de la Criterium Collection. Además, muchos álbumes han salido a la venta con la música del Festival. Lo más notable son los videos en conjunto de Otis Redding y Jimi Hendrix, The Grateful Dead, Jefferson Airplane y Ravi Shankar. En 1997, una caja con cuatro CD fue puesta a la venta con la actuación de la mayoría de los artistas. 
A pesar de que el de Monterrey fue el primer gran festival de música, la música predominante fue el rock, y la idea de los grandes festivales al aire libre que duraban varios días consecutivos no era nueva. En América ya se contaba con los famosos tres días de Festival de Jazz de Newport que se había iniciado en la década de 1950 y que ha proporcionado algunos momentos inmortales, entre ellos legendarias actuaciones de Duke Ellington, Louis Armstrong, Thelonious Monk y Muddy Waters. Su espectáculo hermano, el Festival de Folk de Newport, fue un evento anual para el movimiento popular durante los primeros años de los sesenta. Tras el modelo de Newport, también se realizaron shows de folk y festivales de jazz en la costa occidental, celebrada en Monterrey en California. 
Pero estos acontecimientos tuvieron audiencias relativamente pequeñas, limitada también por la naturaleza de la música que presentó y por la forma en que se lo difundió al público en general. El aspecto más significativo del Festival del Pop de Monterrey fue que se creó un nuevo esquema para los grandes festivales de música al aire libre. 
El escritor de música Rusty DeSoto sostiene que en la música pop, la historia tiende a minimizar la importancia de Monterrey en favor del festival de Woodstock, «más grande, de más alto perfil y más decadente», celebrado dos años más tarde. Pero, como él señala: 
«Monterey Pop fue un acontecimiento: fue el primer verdadero festival de rock nunca antes celebrado, con el debut de bandas que conformarían la historia del rock y que afectarían a la cultura popular desde esos días. La County Fairgrounds en Monterrey (California) ha albergado folk, jazz y blues durante muchos años. Pero el fin de semana del 16 al 18 de junio de 1967 era la primera vez que se utilizó para mostrar la música rock». 
El de Monterrey fue un gran acontecimiento, incluso por los estándares de hoy —con una asistencia diaria que llegó a un máximo de 50 000 y más de 200 000 personas en total, las que asistieron a lo largo de los tres días—; además, no hubo víctimas, ni heridos, ni de sobredosis, ni violencia y no se realizaron detenciones. El jefe de la Policía adjunto de Monterrey fue citado diciendo: «hemos tenido más problemas en las convenciones del PTA». 
El festival fue un triunfo de la organización y la cooperación, posterior a este fueron pocos los festivales que la han tenido, y es notable habida cuenta de que nunca antes se había montado un festival así. 
Lou Adler: «yo he estado en el negocio de la música desde 1957, y trabajé en todo tipo de auditorios en calidad de directivo. Estaba demasiado familiarizado con la forma en que los artistas y personas eran maltratados; los vestuarios eran inodoros, no había un restaurante abierto para el momento en que el espectáculo terminaba, los alojamientos no existían: 'Oh, lo siento, el chico se olvidó de reservarlos', y todo el resto de cosas. Así que nuestra idea en Monterrey era proporcionar lo mejor en todo -equipos de sonido, habitaciones, dónde comer, alojamientos, medios de transporte- los servicios que nunca se habían previsto para el artista antes de Monterrey»... «Hemos establecido un campamento, en una construcción para el personal, se estableció un centro de comunicaciones, y se les asignó un equipo armado con transmisores para recorrer todo el recinto ferial.»... «El grupo encargado del transporte lo hemos organizado e incluye no solo los coches y los conductores en todos los actos, sino también motonetas, motos, bicicletas, cualquier otra cosa que se necesite para moverse. Tuvimos limpieza de las áreas, las artes y un comité para supervisar las cabinas y pantallas.»... «Hemos creado un sitio para una clínica de primeros auxilios, porque sabíamos que habría la necesidad de supervisión médica en caso de que se encuentren problemas relacionados con las drogas. No queríamos personas con problemas y que necesitaran atención médica sin tratar, tampoco queríamos que sus problemas arruinaran el show o que de cualquier forma perturbara a las otras personas o que se llegara a interrumpir la música». Si alguien tenía problemas, era necesario que su atención se hiciera tan pronto como fuera posible, el Dr. Bowersocks de Monterrey estuvo a cargo del centro de tratamiento médico. En una entrevista, dijo el voluntario de primeros auxilios que el equipo estuvo listo y a tiempo, citando en relación a la comunicación y las técnicas empleadas para atender durante el concierto a los asistentes que estuvieran mal debido a las sustancias que ingirieran. «Hemos creado nuestra propia seguridad, bajo la supervisión de David Wheeler. Con Wheeler como enlace, nuestra seguridad colaboró con la policía de Monterrey. Las autoridades policiales locales, al igual que las personas que vinieron al festival nunca se dieron cuenta de todo lo que se hizo para su seguridad. Nunca esperamos que el espíritu de "Música, amor y flores" nos tomara el pulso hasta el punto en que se dejaran cosas al azar». Para casi cada situación el festival de Monterrey era una «primera vez». A pesar de que la audiencia era predominantemente de color blanco, el proyecto de Monterrey fue verdaderamente multicultural y cruzó todas las fronteras musicales, mezclando folk, blues, jazz, soul, R & B, rock, psicodelia, pop y géneros clásicos, con un desfile establecido de estrellas como The Mamas & the Papas, Simon & Garfunkel y The Byrds, junto a nuevos actos pioneros del Reino Unido, EE. UU., Sudáfrica y la India. 
El festival inició la carrera de muchos de los que se desempeñaron allí, algunos de ellos prácticamente estrellas de la noche a la mañana. Algunos de estos artistas, intérpretes o ejecutantes incluyeron a The Who y Hendrix (ambos ya sensacionales en el Reino Unido y Europa, pero prácticamente desconocidos en los EE. UU.), Joplin, Laura Nyro, Canned Heat, Redding, Steve Miller y el indio y maestro del sitar Ravi Shankar. En el festival, Jimi Hendrix ofreció un espectáculo indescriptible de «Wild Thing». Al terminar su acto, Hendrix golpeó su guitarra contra el escenario, la roció con líquido de encendedor, y le prendió fuego. Esto produjo sonidos imprevistos y esta actuación contribuyó a su creciente popularidad en los EE. UU. Sobre Janis Joplin también puede ser correlacionada su presentación en Monterrey con el éxito que tuvo posteriormente. Después del festival, ella se convirtió en una artista cada vez mayor a nivel nacional y vendió tantos álbumes que ganó dos discos de oro, en especial con «I Got Dem Ol 'Kozmic Blues». 
También es muy significativo el hecho de que en el Festival de Monterrey no hubiera ninguna distinción racial, aquí las figuras blancas y negras, es decir, los artistas intérpretes o ejecutantes de diferentes razas, estaban uno al lado del otro. Entre los muchos estrenos, Monterrey fue la primera vez en que estrellas como Otis Redding se presentaban frente a una gran audiencia predominantemente blanca en su país de origen. Su presentación fue fundamental para romper con los prejuicios de la audiencia general. Sin embargo, hubo algunos problemas raciales, en particular entre el músico Jimi Hendrix y la banda The Who. Antes del festival, los artistas habían alegado no estar de acuerdo sobre el orden de ejecución. Incluso después del festival, todavía había tensión. En el aeropuerto, Pete Townshend (guitarrista de The Who) intentó hablar con Hendrix y dijo: «Escucha, sin resentimientos. Me encantaría que me enseñaras alguno de tus fraseos de guitarra». El crítico de rock Charles Shaar Murray informó que Hendrix respondió «¿Sí? Y yo firmo autógrafos por ti, blanquito». 
Monterrey fue también el primer gran evento que mezcló los actos de los principales centros de música regional en los EE. UU. —San Francisco, Los Ángeles, Chicago, Memphis y Nueva York— y es la primera vez que muchas de estas bandas se habían reunido con otras en persona. Particularmente fue un importante lugar de encuentro entre bandas del Área de la Bahía y Los Ángeles que tendían a verse mutuamente con un cierto grado de sospecha —no era ningún secreto la baja estima que tenía Frank Zappa por algunas de las bandas de San Francisco— y hasta ese momento las dos escenas se habían desarrollado por separado y a lo largo de líneas bastante distintas. Paul Kantner, de la Jefferson Airplane, dijo: «La idea de que San Francisco se estaba anunciando fue un poco de libertad de la opresión». 
Varios artistas se destacaron por su no aparición entre ellos la cancelación de última hora de The Beach Boys, quienes asimismo habían participado estrechamente en la organización del festival. Aunque ahora es un asunto de especulación, se puede argumentar que una aparición en Monterrey, interpretando su repertorio más reciente como «Good Vibrations», habría sido un crucial paso adelante en su transición de surf-pop a banda de rock. 
Monterrey también marcó un importante cambio de guardia en la música británica. The Who y Eric Burdon & The New Animals representó al Reino Unido, mientras que The Beatles y The Rolling Stones brillaron por su ausencia. The Beatles, por entonces se habían retirado de las giras (su gira estadounidense de 1966 había sido empañada por una reacción en contra de un comentario de John Lennon sobre la popularidad de la banda en relación con Jesucristo) y los Stones no pudieron obtener su visado debido al reciente arresto por drogas de Mick Jagger y Keith Richards. El Stone Brian Jones se paseaba a través de la multitud, resplandeciente en la gala psicodélica, y apareció en el escenario para presentar a Hendrix. Tal como resultó, pasaron dos años antes de una nueva gira de los Stones, para entonces Jones ya había fallecido, y The Beatles nunca más salieron de gira. The Who ocupó el lugar y se convirtió en la actuación en vivo cumbre del Reino Unido de la época. 
Pocas veces se menciona que Monterrey fue también el primer concierto de rock a beneficio -todos los artistas actuaron sin cobrar (excepto Ravi Shankar). 
Otra de sus grandes «primicias» fue el innovador sistema de sonido, diseñado y construido por el ingeniero de audio Abe Jacob, quien comenzó su carrera haciendo sonido en vivo de bandas de San Francisco, y pasó a convertirse en un destacado diseñador de sonido para teatros de EE. UU., entre sus muchos logros fueron los innovadores sistemas de sonido de las producciones escénicas de Hair y Jesucristo Superstar en Nueva York. 
Aunque la información técnica es limitada, el innovador sistema de sonido de Jacob para Monterrey fue el progenitor de todos los grandes del PA que le siguieron. Se trata de un factor clave en el éxito del festival y fue muy apreciado por los artistas - en la película de Monterrey, David Crosby puede ser visto claramente diciendo «¡Gran sistema de sonido!» a su compañero de banda Chris Hillman al comienzo de la prueba de sonido de The Byrds. Nada como esto se había intentado antes, como el organizador del festival Lou Adler recordó: «... hemos empezado de cero. Cuando nos mudamos al recinto ferial de Monterrey diez días antes del festival, nada estaba allí, ni siquiera un buen escenario para albergar la especie de amplificación que venía y tuvimos que construir los sistemas de altavoces directamente en el sitio». 
Los pioneros de la música electrónica Paul Beaver y Bernie Krause colocaron un puesto para demostrar el nuevo sintetizador desarrollado por Robert Moog. Beaver y Krause había comprado uno de los primeros sintetizadores Moog en 1966 pero habían pasado un año intentando convencer a alguien en Hollywood para que lo usase. Ellos decidieron establecer un puesto en el Monterey Pop Festival en 1967, y a través de su demostración, ganaron el interés de bandas como The Doors, The Byrds, The Rolling Stones, Simon & Garfunkel y otros. Esto rápidamente se transformó en un flujo constante de negocios y el excéntrico Beaver pronto fue uno de los sesionistas más ocupados de la época participando entre otros en la banda sonora de «Rosemary's Baby». Él y Krause obtuvieron un contrato con Warner Brothers.

## Grabación y filmación del festival
A pesar de que el Festival del Pop de Monterrey fue el escenario de numerosas «primicias», quizás el hecho más importante al respecto fue la visión de futuro de los organizadores al tomar la decisión de filmar y grabar todo el festival. Se contrató a Wally Heider para grabar todas las actuaciones con su estudio móvil con cintas de ocho pistas, y se contrató al cineasta D.A. Pennebaker para hacer la película, estrenada en 1968 bajo el título de Monterey Pop. Se trató de un conjunto afortunado. El estudio móvil de Heider les dio acceso a los mejores equipos de grabación remota entonces disponibles, gracias al cual muchos discos por el valor del material ya han sido editados. En Pennebaker (que recientemente ha hecho el legendario documental de Dylan, «Dont Look Back») tenían quizás al mejor creador de documentales de su tiempo, alguien que tenía un verdadero interés y comprensión de la música pop, así como el acceso a las nuevas cámaras portátiles de 16 mm color equipadas para grabar sonido sincronizado. Gracias a esto, muchos de los momentos mágicos del festival fueron capturados para la posteridad.

## Actuaciones
| - The Association - The Paupers - Lou Rawls - Beverly - Johnny Rivers - The Animals - Simon and Garfunkel | - Canned Heat - Big Brother and the Holding Company - Country Joe and the Fish - Al Kooper - The Butterfield Blues Band - The Electric Flag - Quicksilver Messenger Service - Steve Miller Band - Moby Grape - Hugh Masekela - The Byrds - Laura Nyro - Jefferson Airplane - Booker T. & the M.G.'s - Otis Redding | - Ravi Shankar - The Blues Project - Big Brother and the Holding Company - The Group With No Name - Buffalo Springfield - Scott McKenzie - The Who - The Jimi Hendrix Experience - Grateful Dead - The Mamas & the Papas |

### Enlaces a vídeos de actuaciones del festival
- The Who, Monterey Pop Festival interpreta “Substitute”
- Janis Joplin, Monterey Pop Festival interpreta “Ball and Chain”
- Enlace a comentario por la radio de la actuación de Jimi Hendrix en the Monterey Pop Festival

- Datos: Q203159
- Multimedia: Monterey Pop Festival / Q203159